# Henrik (musiksingel)
Henrik är det svenska indierock-/emobandet Last Days of Aprils debutsingel. Skivan utgavs ursprungligen på Footfall Records/Words of Wisdom Records 1997. 2004 utgavs skivan på nytt som en 3"-CD-singel på Bad Taste Records. På denna utgåva hade även bonuslåten "Falling Down" inkluderats. Nyutgåvan var limiterad till 1 000 exemplar.

## Låtlista
Där inte annat anges är låtarna skrivna av Karl Larsson.

### 1997 års utgåva
A
1. "Never Apart" (musik: Karl Larsson, Lars Taberman, text: Karl Larsson) - 4:17

B
1. "Untold" - 4:02

### 2004 års utgåva
1. "Never Apart" (musik: Karl Larsson, Lars Taberman, text: Karl Larsson) - 4:17
2. "Falling Down" - 0:17
3. "Untold" - 4:02

## Personal

### Medverkande musiker
- Andreas Förnell - trummor
- Karl Larsson - sång, gitarr
- Lars Taberman - gitarr
- Johan Öhlund - bas

### Övrig personal
- Last Days of April - producent, arrangemang, mixning
- Karl Larsson - formgivning
- Andreas Lindström - formgivning
- Stefan Olsson - mixning

### Fotnoter
1. ↑  ”Henrik”. Bad Taste Records. Arkiverad från originalet den 25 maj 2012. https://archive.is/20120525102244/http://www.badtasterecords.se/records.asp?id=241. Läst 6 maj 2012.